# Фирон, Джеймс
Джеймс Фирон (James D. Fearon) — американский политолог, специалист по политическому насилию, в частности межгосударственным, гражданским и этническим конфликтам.
Член Национальной АН США (2012) и Американской академии искусств и наук (2002).
Доктор философии, именной профессор (Theodore and Frances Geballe Professor) Stanford University School of Humanities and Sciences (с 2004), старший фелло FSI Стэнфорда (2012), в 2008—2010 годах заведовал кафедрой политологии университета. Также с 2004 года фелло Canadian Institute for Advanced Research.
Отмечен Karl Deutsch Award (international relations) (1999).
Окончил Гарвард (бакалавр magna cum laude, 1985).
В Калифорнийском университете в Беркли получил две степени магистра — по политологии и экономике (соотв. 1987 и 1991), а также степень доктора философии по политологии (1992). В 1991—1996 годах ассистент-профессор, в 1997—1998 годах ассоциированный профессор кафедры политологии Чикагского университета. С 1998 года ассоциированный, с 2001 года профессор кафедры политологии Стэнфордского университета, в 2007—2010 годах заведовал ею.